# أتلتيكو سان لويس
أتليتكو سان لويس هو نادي كرة قدم مكسيكي من مدينة سان لويس بوتوسي يلعب في الدوري المكسيكي الممتاز،تأسس النادي في 2013.